# Ede & Ravenscroft
Ede & Ravenscroft er et britisk skrædderi, der blev etableret i 1689 af William og Martha Shudall. Det er dermed det ældste i London. Ede & Ravenscroft har tre btuikker i London: Gracechurch Street, Chancery Lane og Burlington Gardens ved den berømte Savile Row. Det fremstiller, sælger og udlejer tøj og parykker til retsvæsnet samt formelle klæder til præster, kommunalt ansatte og akademikere. Selskabet har også butikker i Oxford, Cambridge og Edinburgh.
Den primære (og historiske) adresse og kontorer er Chancery Lane  93, tæt ved Inns of Court og landets øverste civil- og kriminalretter, og det er også her firmaets salg af tøj til retsvæsnet foregår.
Navnet stammer fra 1902 og er et resultat af, at selskabet blev arvet af Joseph Ede, der fusionerede med parykmager Ravenscroft.